# Kostlánka
Kostlánka (někdy též kostlanka) je obdélníková betonová deska vyztužená ocelovými pruty a zpravidla vylehčená otvory, která bývá používána pro stavbu stropu. Kostlánky se ukládají na ocelové nosníky.